# Bathythrix latifrons
Bathythrix latifrons är en stekelart som först beskrevs av Joseph Augustine Cushman 1939.  Bathythrix latifrons ingår i släktet Bathythrix och familjen brokparasitsteklar. Inga underarter finns listade.